# Victoria Larchenko
Victoria Larchenko (Odessa, 27 aprile 1985) è un'attrice ucraina naturalizzata italiana.

## Carriera
Debutta come attrice nel film del 2002 Ultimo stadio, a cui seguono varie produzioni televisive e cinematografiche.

## Filmografia

### Cinema
- Ultimo stadio, regia di Ivano De Matteo (2002)
- E ridendo l'uccise, regia di Florestano Vancini (2005)
- Polvere, regia di Massimiliano D'Epiro e Danilo Proietti (2009)
- La bella gente, regia di Ivano De Matteo (2009)

### Televisione
- Incantesimo - soap opera (1998)
- Ics - L'amore ti dà un nome, regia di Alberto Negrin – miniserie TV (2003)
- Distretto di Polizia 4, regia Monica Vullo – serie TV, episodio 4x16 (2003)
- Don Matteo – serie TV (2004)
- Don Bosco (miniserie televisiva), regia di Lodovico Gasparini – miniserie TV (2004)
- Butta la luna – serie TV (2006)
- Il figlio della luna, regia di Gianfranco Albano – film TV (2007)
- Distretto di Polizia 7, regia di Alessandro Capone – serie TV, episodi 7x15-7x16-7x19 (2007)
- Rex  – serie TV (2008)
- Il peccato e la vergogna – serie TV (2010)
- Sangue caldo, regia di Luigi Parisi e Alessio Inturri – serie TV (2011)
- Viso d'angelo, regia di Eros Puglielli – miniserie TV (2011)
- Le tre rose di Eva – serie TV (2012-2015)
- Rodolfo Valentino - La leggenda, regia di Alessio Inturri – miniserie TV (2014)

## Riconoscimenti
- 2011 – Globo d'oro
  - Miglior attrice rivelazione (per La bella gente)